# جليلة رضا
جليلة رضا (1334- 1421 هـ/ 1915- 2001 م) شاعرة مصرية، وأديبة كاتبة، وباحثة ناقدة.

## ولادتها ونشأتها
ولدت جليلة بنت محمد فؤاد رضا في الإسكندرية في 25 صفر 1334هـ الموافق 31 من ديسمبر سنة 1915م. لأب مصري وأم شركسية، وكانت أصغرَ أخواتها. وكان والدها يعمل في سلك المحاكم الأهلية وينتقل بحُكم عمله بين المدن والقرى في صعيد مصر، فبدأت تعليمها الأولي في مدرسة الفشن الأولية. وعندما رجعت الأسرة إلى الإسكندرية لحقت بمدرسة العروة الوثقى الابتدائية، ثم انتقلت إلى القاهرة فلحقت بالقسم الداخلي بمدرسة راهبات الراعي الصالح الفرنسية بشبرا، ومنها حصلت على شهادة الدراسة الثانوية الفرنسية، فأتقنت اللغة الفرنسية إلى جانب اللغة العربية، وتوغلت في قراءة الأدب والشعر الفرنسيين، فظهرت ميولها الأدبية والشعرية.

## شعرها وفنها
توجهت بكل مشاعرها إلى إبداع الشعر العربي، وكانت قد بدأت بنظم مجموعة من الأغاني والأزجال، وجمعتها الصُّدَف في مرضها سنة 1951 بطبيبها الشاعر إبراهيم ناجي واطَّلع على شيء من أشعارها فتهلَّل وقال فرحًا: هذا شعر ناجي الصغير! ومن هنا كانت بدايتها ورحلتها في عالم الشعر. وساعد على ذيوع شهرتها التقاؤها بالشاعر محمد الأسمر الذي نشر لها عددًا من قصائدها في صحيفة الزمان. وفي سنة 1952 توفي إبراهيم ناجي فطلب منها شقيقه الأكبر محمد ناجي أن تلقيَ قصيدة في رثائه في رابطة الأدب الحديث، فألقت قصيدة بعنوان (النجم الخابي). وهكذا غشِيَت المحافل الأدبية لتُسهمَ فيها بأشعارها ممَّا لفت إليها أنظار كبار النقَّاد.
وقد تأثرت جليلة بالثقافة الفرنسية خاصة، ومن أشهر من تأثَّرت بهم: فكتور هوجو، لامارتين، بودلير. وترجمت كثيرًا من القصائد الفرنسية إلى العربية. ومثَّلت المرأة العربية في أول مهرجان للشعر في سورية عام 1959م.

## حياتها الشخصية
تزوَّجت جليلة قاضيًا يكبرها بـ 17 عامًا، وأنجبت منه ابنة وابنًا، وكان زوجها جادًّا وشديد الغَيرة، فلم تصبر على البقاء معه، فطُلِّقت بعد 10 سنوات، وكان ابنها مريضًا بتخلُّف عقلي لازمه طَوالَ حياته، فأضفى ذلك على شعرها الحزنَ والأسى.
ثم تزوَّجها الشاعر الكبير عبد الله شمس الدين صاحب القصيدة الشهيرة (الله أكبر فوق كيد المُعتدي)، وكانا تعارفا في ندوة دسوقي أباظة الأدبية، فوقع في حبها. وكان متزوِّجًا أديبة عراقية وله منها ثلاثة أولاد، فلمَّا علمت زوجته العراقية بزواجه الثاني بعد ثلاثة أشهر، خيَّرت زوجها بين طلاق جليلة أو مغادرتها هي وأولادها إلى العراق بلا رجوع! فاضطُرَّ إلى طلاق جليلة على مضض شديد. فيما ذكرت جليلة نفسها في مذكراتها (صفحات من حياتي) أن الشاعر عبد الله شمس الدين حين تزوَّجها لم تكن تعلم بأن لديه زوجةً أُخرى، ثم جاءت إليها زوجته العراقية وأخبرتها بالأمر، فطلبت جليلة الطلاق وأصرَّت عليه حتى لا تكون سببًا في هدم الأسرة. ثم تزوَّجها الصحفي محمد السَّوادي صاحب مجلة السوادي، ورعت شيخوخته حتى توفي، ممَّا عمَّق حزنَها.
ثم اعتزلت الناس وتكالبت عليها الأمراض، حتى وفاتها.

## نشاطاتها
انضمَّت إلى عدد من الجمعيات واللجان الأدبية، منها:
- لجنة الشعر بالمجلس الأعلى للفنون والآداب.
- لجنة الشعر بالمجلس القومي التخصصي.
- عضو مؤسس في رابطة الأدب الحديث.[9]
- ندوة شعراء العروبة التي أسسها خالد الجرنوسي.
- اتحاد الكتَّاب.

## أعمالها

#### دواوينها الشعرية
1. اللحن الباكي، 1954
2. اللحن الثائر، 1956
3. الأجنحة البيضاء، 1957
4. أنا والليل، 1961
5. صلاة إلى الكلمة، 1975
6. العودة إلى المحارة، 1982
7. قصائد للسلام[12]
8. لمن أغني

#### أعمالها الأُخرى
1. «خدش في الجرَّة» مسرحية شعرية - 1961.
2. «تحت شجرة الجُمَّيز» رواية - 1975.[13]
3. «وقفة مع الشعر والشعراء» دراسة في جزأين.
4. «صفحات من حياتي» سيرتها الذاتية - 1996.[14]

#### كتب عنها
كُتب في شعرها رسالة جامعية بعنوان (جليلة رضا: حياتها وشعرها) لأحمد محمد أمين الصوَّاف، رسالة ماجستير في جامعة الأزهر عام 1410هـ.

## جوائزها
- جائزة الدولة التشجيعية في الشعر عام 1983، فكانت أولَ شاعرة في تاريخ مصر تحصل على جائزة من الدولة.[6]
- وسام الفنون والآداب من الطبقة الأولى، عن ديوانها «العودة إلى المحارة» عام 1983.

## قيل عنها
- قال عنها أدهم الجندي: «كانت جليلة رضا تَهوَى الموسيقا وتعزف على البيانو، وترسم المناظر الطبيعية بالفحم والزيت، وهي شاعرة تملك وسائل التعبير عن عواطفها في الموسيقا والرسم، فهي إذا قالت قصيدةً انعكست عليها مظاهرُ الطبيعة، وإذا رسمت لوحةً غلب عليها الإطارُ الشعري؛ فبدت خياليةً مغرقة في الخيال. وهي تنشر شعرها في المجلَّات المصرية والأدبية في الشرق، حيث التقت على صفَحاتها مع نازك الملائكة الشاعرة العراقية، وفدوى طوقان الشاعرة الفلسطينية، وقد ظهرت في الندَوات الشعرية وعرفها الناس كشاعرة تلقي شعرها في رقة بالغة وعذوبة نادرة، وتعتبر المرحوم الشاعر إبراهيم ناجي أستاذَها، وقد تأثرت به في طريقة صوغها للشعر، وكان لهما سهَراتٌ أدبية يتطارحان فيها الشعر، ويتناجيان فيها بعواطفهما الرقيقة».[16]
- وقال مصطفى السحرتي: «إنها مفخرة بين لِداتها من شاعرات المشرق العربي».
- وقال علي الجندي: «إنها أشعرُ شواعر الإقليم الجنوبي». ويقصد بالإقليم الجنوبي مصر، فقد قال هذا أيام الوحدة بين مصر وسوريا.
- وقال كمال النجمي: «إن الشعر المصري المعاصر كانت بدايته عائشة التيمورية، وقد بلغ غايته عند جليلة رضا».
- وقال أنيس منصور: «لقد تأخرت جليلة في نشر اعترافاتها، كما تأخرنا كثيرًا في تقديرها حقَّ قدرها فهي بكل المقاييس كبرى شاعرات العرب».
- وممَّن كتبوا عنها أيضًا: محمد عبد المنعم خفاجي، وعبد العزيز شرف.[7]

## شعرها
من شعرها قصيدة (أنا والليل) تقول فيها:

## وفاتها
توفيت جليلة رضا في 17 ذي الحِجَّة 1421هـ الموافق 12 مارس (آذار) 2001م.

## الملاحظات
1. ↑  في "معجم البابطين للشعراء العرب المعاصرين" تاريخ ولادتها 1339هـ/ 1920م، وتابعه محمد خير رمضان يوسف في كتبه الثلاثة المذكورة في مراجع المقالة.
2. ↑  في بعض المصادر ذُكر أن أمَّها تركية، والمثبت من "معجم الأدباء الإسلاميين المعاصرين" لأحمد الجدع، فإنه اعتمد في ترجمته لها على رسالة خطية من الشاعرة نفسها إليه.